# Dudașu Schelei, Mehedinți
Dudașu Schelei este o localitate componentă a municipiului Drobeta-Turnu Severin din județul Mehedinți, Oltenia, România.